# 萨卢索拉
萨卢索拉（義大利語：Salussola），是意大利比耶拉省的一个市镇。总面积39平方公里，人口2088人，人口密度53.5人/平方公里（2009年）。ISTAT代码为096058。